# Terry Le Sueur
Terry Le Sueur, né en mars 1942 à Saint-Hélier, est un homme politique jersiais. Il est ministre en chef de l'île de Jersey de 2008 à 2011.

## Biographie
Terry Le Sueur fait ses études au collège De La Salle à Saint-Hélier. Il est élu représentant de Saint-Hélier en 1987 à la Chambre du Parlement des États de Jersey. Il est réélu en 1990, 1993 et 1996. 
En 1990, il est élu président du comité sur la sécurité publique et des télécommunications. 
En 1999, il est élu sénateur et réélu en 2005. De 2005 à 2008 il assume la charge de ministre des ressources de l'économie et de l'énergie. 
Terry Le Sueur est le ministre en chef de Jersey du 12 décembre 2008 au 18 novembre 2011.
En 2012, il est nommé officier de l'ordre de l'Empire britannique.